# Telegram Splitting Multiple Access
Telegram Splitting Multiple Access (TSMA) ist eine in der ETSI TS 103 357 spezifizierte und in MIoTy eingesetzte Technik, welche Funkübertragungen besonders robust gegen Interferenzen und Paketkollisionen macht. Jedes Datenpaket wird dabei mit Vorwärtsfehlerkorrekturalgorithmen in mehrere redundante Unterpakete aufgeteilt, so dass lediglich 50 % der Unterpakete empfangen werden müssen, um das Datenpaket vollständig rekonstruieren zu können. Die so erzeugten Unterpakete werden in mehreren kurzen Funkübertragungen mit pseudozufälligen Zeit- und Frequenzmustern versendet. Diese doppelt pseudozufällige Verteilung erhöht deutlich die Wahrscheinlichkeit, dass mindestens 50 % der Unterpakete korrekt empfangen werden, selbst wenn mehrere MIoTy Geräte „zeitgleich“ Datenpakete senden (Multiple Access).